# 70. rocznica powstania styczniowego (monety)
70. rocznica powstania styczniowego – monety okolicznościowa i próbne (w tym również w postaci kwadratowej klipy), o identycznych motywach awersu i rewersu, nominale 10 złotych, bite w srebrze z datą 1933. Na rewersie umieszczono popiersie Romualda Traugutta, dookoła napis: „ROMUALD TRAUGUTT”, po obydwu stronach popiersia napis: „1863 1933”, z lewej strony, u dołu inicjały projektantki. Na awersie znajduje się  godło – orzeł w koronie, dookoła napis: „RZECZPOSPOLITA POLSKA”, u dołu napis: „10 ZŁOTYCH 10”, a pod łapą orła herb Kościesza – znak mennicy w Warszawie.

Monety 70. rocznica powstania styczniowego
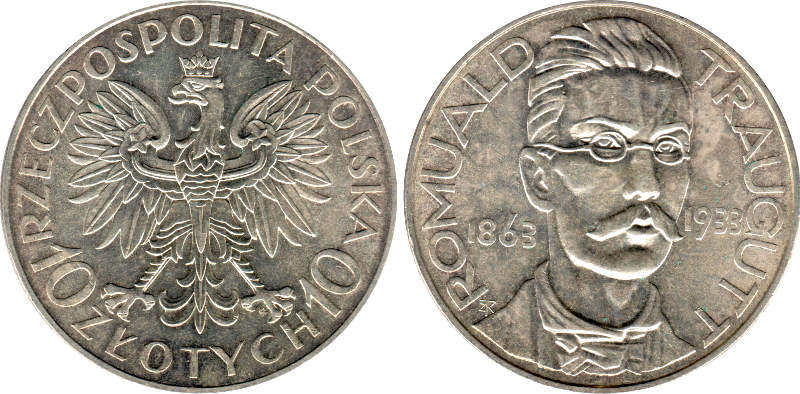
Obiegowa
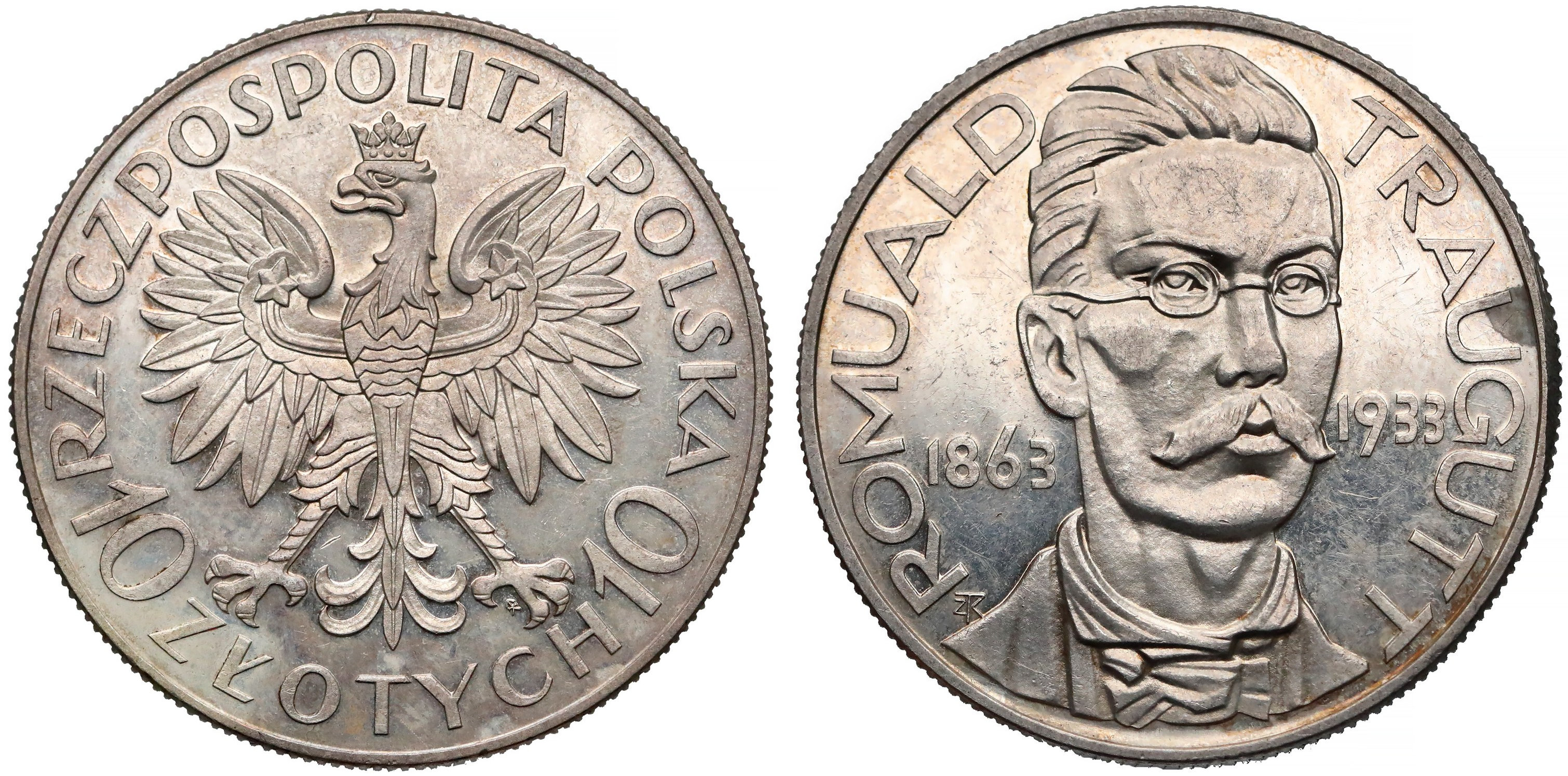
Lustrzanka
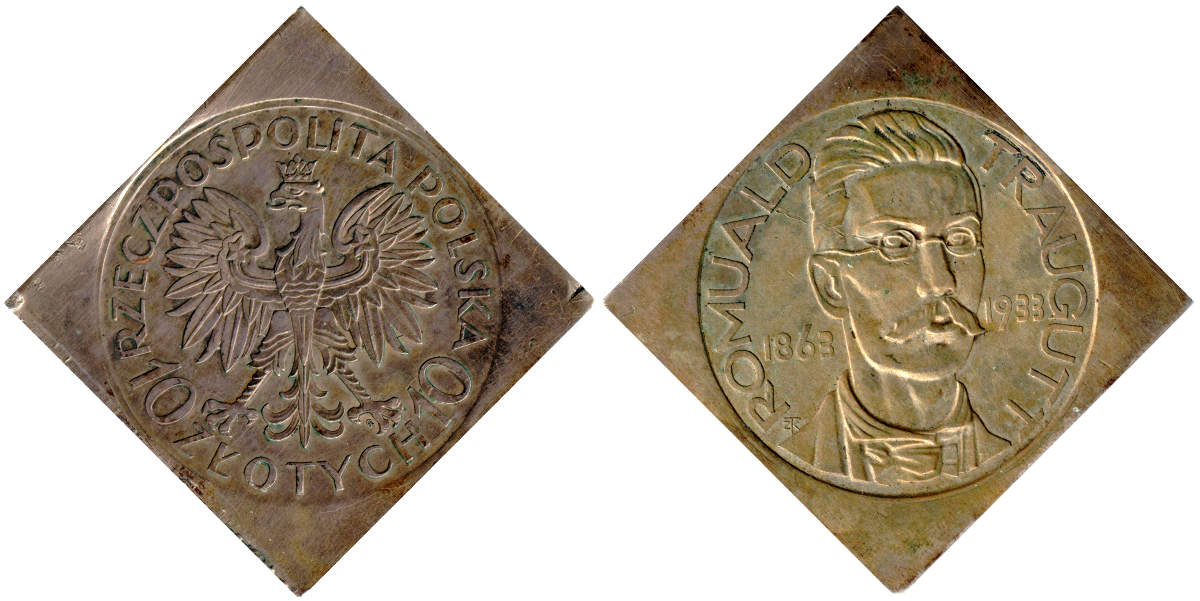
Klipa
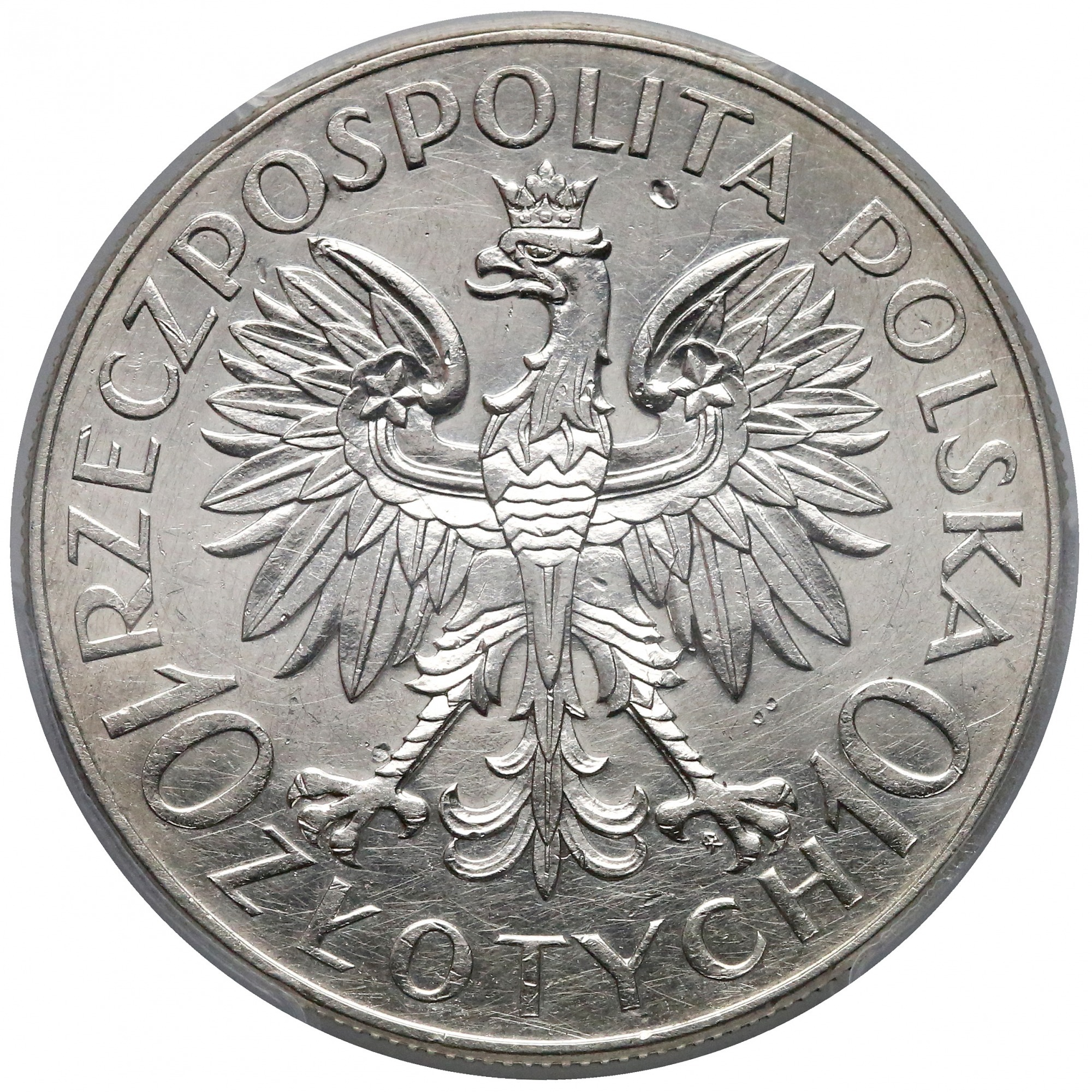
Wersja próbna awers
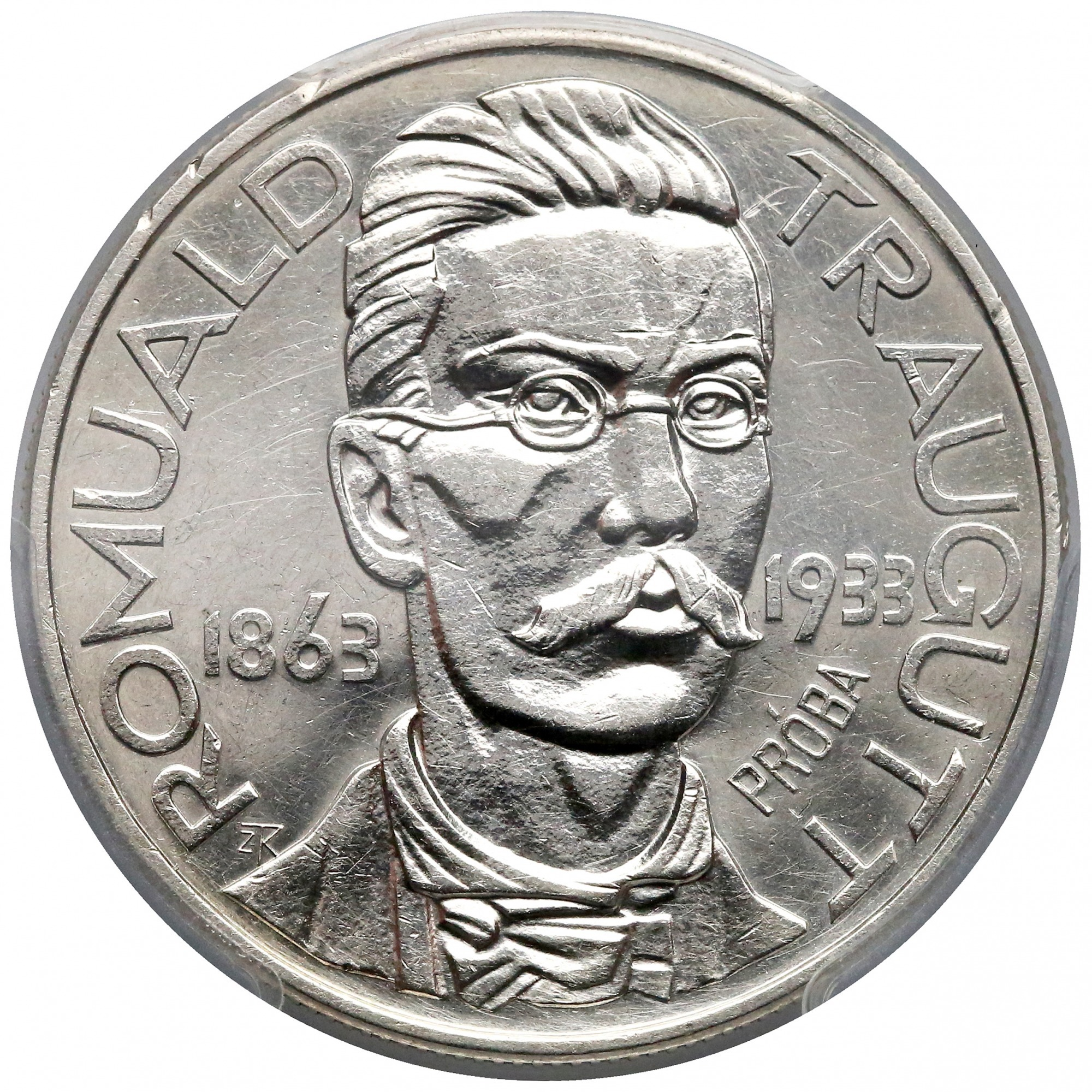
Wersja próbna rewers